# Богословский горный округ

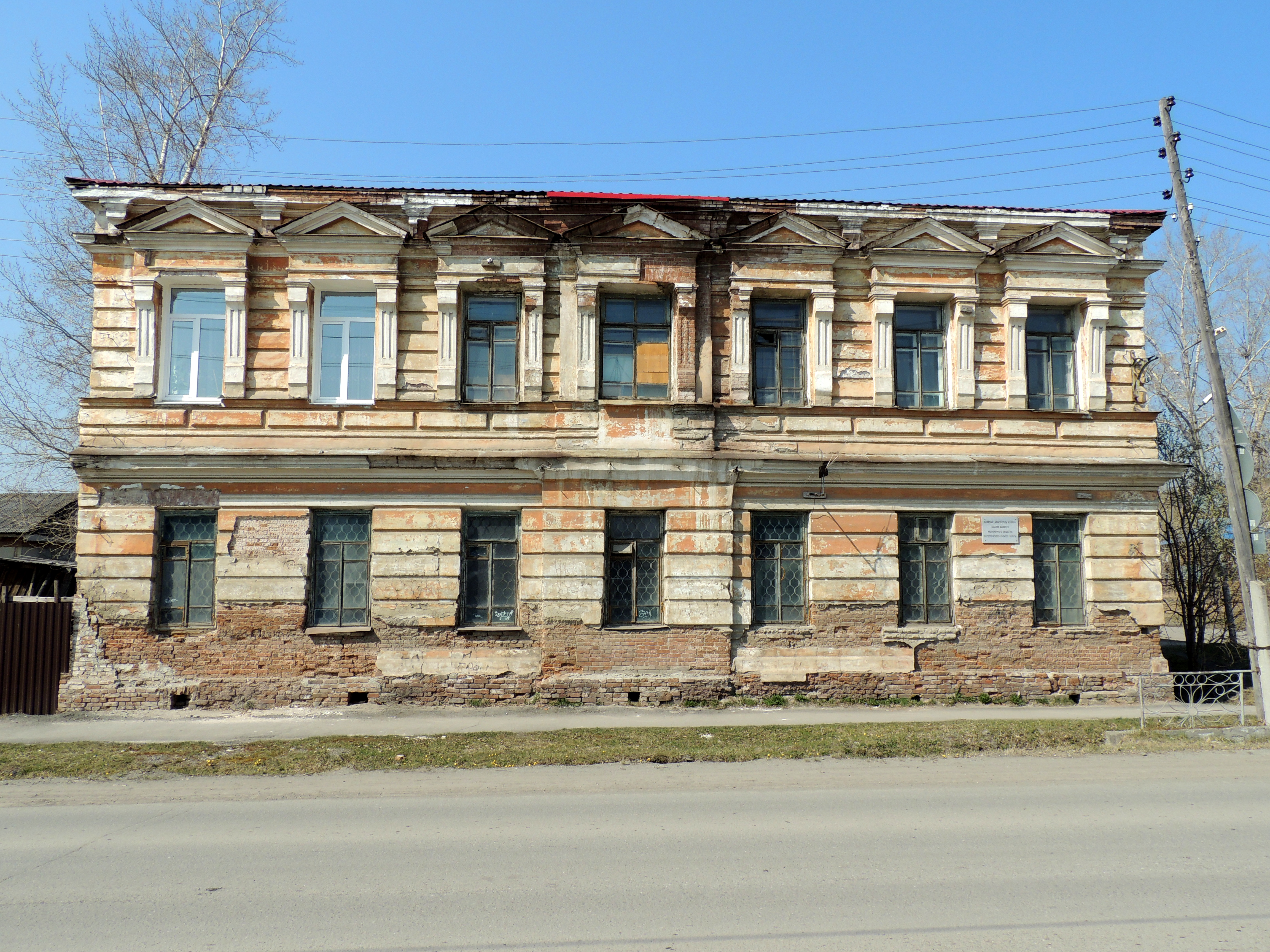
Здание, в котором находилось управление Богословским горным округом (г. Карпинск)

Богословский горный округ (Богословские заводы) — самый северный горный округ на Урале, располагавшийся в Верхотурском уезде Пермской губернии. Отличительной чертой округа являлась огромная площадь лесного хозяйства, а также исключительное богатство рудных месторождений.

## История

### XVIII—XIX век
Начало деятельности округа было положено во второй половине XVIII века, когда верхотурский купец Максим Михайлович Походяшин (1708—1781) заявил о начале разработки рудных месторождений. В 1757 году Походяшин получил разрешение на открытие новых заводов и в 1758 году основал сперва Петропавловский завод (ныне город Североуральск), в 1760 году купил Николае-Павдинский завод и в 1758 году открыл Турьинские рудники (ныне город Краснотурьинск), а в 1768—1771 годах построил Богословский медеплавильный завод (ныне город Карпинск). Ввиду того, что Богословский медеплавильный завод был крупнейшим и важнейшим объектом обширных Походяшинских владений, здесь начал формироваться их административный центр. Производство меди стало ведущей отраслью округа. На производстве были заняты приписные крестьяне из Чердынского уезда. Ежегодно в период с 1780 по 1790 год выплавлялось около 36 000 пудов (около 576 тонн) меди.
4 декабря 1796 года в ведомство Берг-коллегии отошли Богословские предприятия Урала. В августе 1806 года император утвердил горным начальником Гороблагодатских и Камских заводов обер-берггауптмана 4-го класса А. Ф Дерябина, ему же поручалось управление Богословским горным округом.
В конце 20-х — начале 30-х гг. XIX века на уральских заводах были сформированы оренбургские линейные батальоны. На Богословских и Гороблагодатских заводах располагался 9-й оренбургский линейный батальон.
Первый участок узкоколейной железной дороги Богословский завод — Турьинские рудники, длиной 16 вёрст был открыт осенью 1883 года. В 1886 году был открыт следующий участок от Турьинских рудников до пристани на реке Сосьве, расположенной у села Филькино у реки Сосьва. Вначале дорога имела название Богословской (так по крайней мере пишет сам А. А. Ауэрбах в своём докладе в Горном журнале за 1888 год). На этот же год и ссылается журнал «Всемирная иллюстрация». Позднее дорога получила название Богословско-Сосьвинской. К концу 1890-х годов узкоколейная железная дорога была удлинена до 50 вёрст (53 км), она соединила Богословский завод с Богословским и Фроловским медными рудниками, Ауэрбаховским железным рудником, Надеждинским заводом и Черноярской дровяной пристанью. На Пермском сталепушечном заводе были куплены два 8-тонных паровоза, рудовозные вагоны и платформы (скорее всего, в целях экономии были куплены бывшие в употреблении паровозы, так как Пермский сталепушечный завод никогда не выпускал паровозы).
Лесоматериал доставлялся на заводы гужевым транспортом и сплавом по рекам Сосьве, Ваграну, Какве, Турье и др.
После смерти Походяшина, его наследники продали заводы Государственному ассигнационному банку. К середине 1870-х годов рудники были выработаны, а поиск и освоение новых месторождений требовали больших затрат, поэтому в 1875 году казна продала предприятия с торгов статскому советнику С. Д. Башмакову за 2 млн рублей с условием ежегодного производства 50 тысяч пудов меди. После смерти нового владельца горнозаводской округ бездействовал. В 1884 году опекунское управление продало Богословский горнозаводской округ с согласия правительства за 5,505 млн рублей жене статс-секретаря А. А. Половцова — Надежде Михайловне Половцовой.
С 1881 по 1896 годы управляющим Богословским горным округом был горный инженер и строитель А. А. Ауэрбах (1844—1916). По его инициативе в 1884 году в селении Турьинские рудники было учреждено горное училище, которое должно было заниматься подготовкой специалистов для предприятий БГО. Обучение в училище было платным.

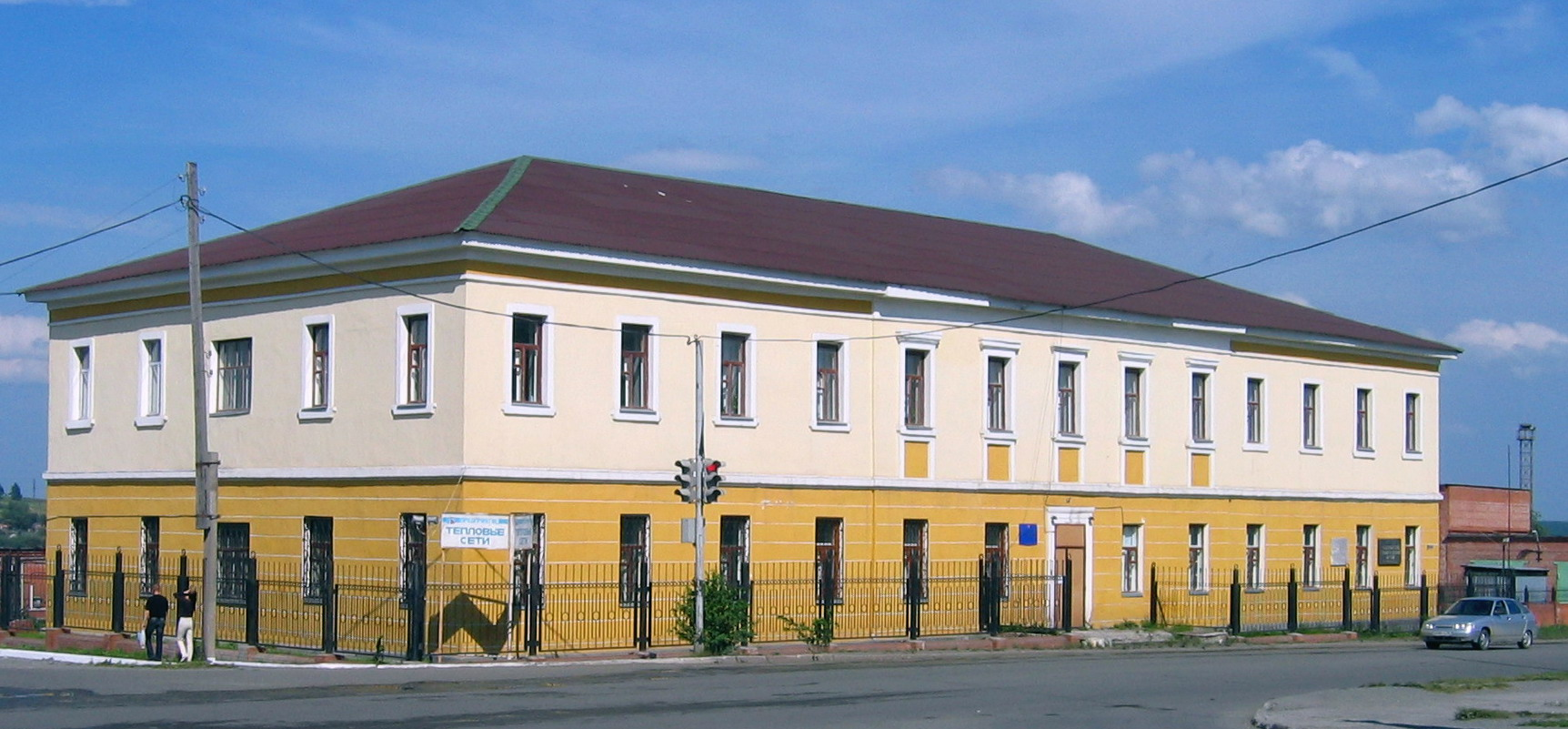
Фёдоровский геологический музей в Краснотурьинске

Ауэрбах предложил новому владельцу горного округа А. А. Половцову построить еще один металлургический завод. В 1894 году началось строительство Надеждинского металлургического завода, а в 1896 году он уже дал первую продукцию.
В 1894 году в Турьинских рудниках был основан первый в России геологический музей, собравший все материалы по геологическому строению Богословского горного округа. В 1898 году он был открыт для всех посетителей. В 1899 году правлением Богословского горного округа музею присвоено официальное название «Фёдоровский геологический музей» в честь горного инженера Евграфа Степановича Фёдорова.
Отдалённость заводов представляла определённую трудность для грузоперевозок, поэтому в 1906 году была открыта ширококолейная Богословская железная дорога от Кушвы через Нижне-Туринский завод и Верхотурье на Надеждинский завод протяжённостью 182 версты (194 км).
Кроме рудников, доставлявших медную и железную руду на заводы, в округе имелись многочисленные золотые и платиновые прииски и копи бурого угля.
Начальники (главноуправляющие) БГО
- с 1791 по 1794 год — Максим Никитич Попов[9]
- с 1795 по 1815 год — Яков Симонович Качка (1757—1841)[10]
- с 1799 по 1806 год — Павел Егорович Томилов (1741—1815)[11]
- с 1816 по 1821 год — обер-бергмейстер Михаил Иванович Клейнер[12]
- 1821 — Михаил Алексеевич Фереферов[13]
- с 1827 по 1829 год — Фёдор Фёдорович Бегер (1791—1861)[14]
- с 1830 по 1833 год — Иван Григорьевич Гавеловский
- 1835 — Пётр Иванович Порозов (1792—1843)[15]
- 17 февраля с 1839 — Матвей Иванович Протасов[16]
- 1843 — Алексей Богданович Остермейер (1798—1844)[17]
- 1844 — Павел Ефимович Ахматов
- 1845 — Фердинанд Богданович Грасгоф (1798—1852)[18]. В честь его внука[19], А. П. Карпинского, в 1941 году назвали город Карпинск.
- 1848 — Готлиб Иванович Кениг[20]
- 1859 — Егор Иванович (Георг-Отто) Газберг (1811—1869)[21]
- 1861 — Фёдор Логинович Миллер (1820—1891)[22]
- 1862 — Иван Иванович Редикорцев (1807—1866)[23]
- с 1865 по 1866 год — Константин Данилович Романовский
- с 1867 по 1871 год — Василий Александрович Семенников (1832—1898)[24]
- 1873 — Кузнецов Николай Васильевич (1830—?)[25]
- Иван Иванович Редикорцев[26]
- с 1881 по 1896 год — Александр Андреевич Ауэрбах
- с 1896 по 1897 год — Владимир Васильевич Воронцов[27]
- с 1899 по 1903 год — Фёдор Фёдорович Эйхе
- с 1903 по 1906 год — Николай Иванович Владыкин
- 1907 год — Николай Михайлович Бухтеев
- с 1908 по 1909 год — Николай Николаевич Шелгунов
- 1910 год — Станислав Адольфович Гайль

### Первая мировая война
Весной 1915 года в Богословский горный округ прибыли первые военнопленные. К середине августа 1915 года их численность составляла 3200 человек, или около 20 % общего количества рабочих. К середине октября 1915 года число военнопленных выросло до 6927 человек, что составляло более 38 % всех трудящихся. К 1 февраля 1916 года в округе трудилось 10 985 пленных, а 1 октября 1916 года — 15 610 человек, или 45,3 % общего числа занятых в округе. На 9 сентября 1917 года в БГО трудилось 15 389 пленных, из них в лесничествах — 5856 человек, на заводах (Надеждинском, Сосьвинском, Богословском, Химическом) — 5450 человек, на рудниках, в каменоломне — 2812 человек, в Богословской и Алтайских угольных копях — 791. Принудительный труд военнопленных был малопродуктивным и не дал ожидаемого экономического эффекта.
С августа 1915 года в округ стали прибывать китайские рабочие в связи со снятием запрета на использование иностранной рабочей силы в 1914 году, а к ноябрю 1917 года в округе их насчитывалось уже 2079 человек.

### Советский период
7 декабря 1917 года Богословский горный округ по декрету В. И. Ленина был национализирован. В 1940 году на территории бывшего Богословского горного округа был создан Серовский район.